# Bohumil Veselý
Bohumil Veselý (ur. 18 czerwca 1945) – piłkarz czeski grający na pozycji pomocnika. W swojej karierze rozegrał 26 meczów w reprezentacji Czechosłowacji i strzelił w nich 3 gole.

## Kariera klubowa
Przez całą swoją karierę piłkarską Veselý związany był z klubem Sparta Praga. W sezonie 1963/1964 zadebiutował w nim w pierwszej lidze czechosłowackiej i grał w nim do końca sezonu 1973/1974, w którym zakończył karierę. Wraz ze Spartą dwukrotnie zostawał mistrzem Czechosłowacji w sezonach 1964/1965 i 1966/1967. W latach 1964 i 1972 zdobył Puchar Czechosłowacji. W 1964 roku zdobył też Puchar Mitropa.

## Kariera reprezentacyjna
W reprezentacji Czechosłowacji Veselý zadebiutował 18 czerwca 1967 w wygranym 3:0 meczu eliminacji do Euro 68 z Turcją. W 1970 roku został powołany na Mistrzostwa Świata w Argentynie. Zagrał na nich w dwóch meczach: z Brazylią (1:4) i z Rumunią (1:2). Od 1967 do 1974 roku rozegrał w kadrze narodowej 26 meczów, w których strzelił 3 gole.